# 나라 여자대학
나라 여자 대학(일본어: 奈良女子大学,Nara Women's University)은 일본의 국립대학이다. 대학 본부는 나라현 나라시에 있다. 일본의 국립 여자대학은 본학과 오차노미즈 여자 대학뿐이다.

## 연혁
나라 여자 대학의 기원은 1908년에 설립된 나라 여자 고등 사범학교(奈良女子高等師範學校)이다. 1949년에 도쿄 여자 고등 사범학교가 오차노미즈 여자 대학으로 단독 승격할 것에 대항해 나라 여자 대학으로 단독 승격했다. 그래서 나라현에는 국립 남녀 공학 종합대학이 없다.
- 1908년 3월 나라 여자 고등 사범학교 설립.
- 1909년 5월 개교.
- 1911년 부속 초등학교, 부속 고등 여학교 설치.
- 1912년 부속 유치원 설치.
- 1947년 부속 중학교(신제) 설치.
- 1948년 부속 고등학교(신제) 설치.
- 1949년 5월 나라 여자 대학으로 승격 (학부: 문학부, 이가정(理家政)학부).
- 1953년 이가정학부가 분리: 이학부, 가정학부.
- 1964년 대학원 석사과정을 설치.
- 1980년 대학원 박사과정을 설치.
- 1993년 가정학부를 생활환경학부로 개편.

## 캠퍼스
- 대학 본부: 나라현 나라시 기타우오야히가시마치(北魚屋東町).
- 캠퍼스: 나라 현 나라 시 기타우오야니시마치(北魚屋西町).

## 조직

### 학부
- 문학부
  - 인문사회학과
  - 언어문화학과
  - 인간과학과
- 이학부
  - 수학과
  - 물리과학과
  - 화학과
  - 생물과학과
  - 정보과학과
- 생활환경학부
  - 식품영양학과
  - 생활건강/의복환경 학과
  - 주거환경학과
  - 생활문화학과

### 대학원
- 인간문화 연구과 (석사/박사 과정)

### 부속 기관
- 도서관
- 부속학교부
  - 부속 중등교육학교 (중학교 + 고등학교) - 남녀 공학
  - 부속 초등학교 - 남녀 공학
  - 부속 유치원 - 남녀 공학
- 종합 정보처리 센터
- 국제교류 센터
- 사회협동 센터
- 공생과학 연구 센터
- 평생교육 연구 센터
- 고대학 학술 연구 센터
- 아시아 젠더(Gender) 문화학 연구 센터